# Zaranoff
Zaranoff er et vodka-mærke, som mest bliver solgt af ALDI i Tyskland, Belgien og Danmark. Det produceres af virksomheden Rückforth GMBH (Rola GmbH & Co. KG Weinbrennerei u. Likörfabrik) i Rottenburg an der Laaber.
I Tyskland er Zaranoff en af de mest solgte vodkaer.